# متیو جیانی
متیو جیانی (انگلیسی: Matthieu Gianni؛ زادهٔ ۲ ژانویهٔ ۱۹۸۵) بازیکن فوتبال اهل فرانسه است.